# Félicien Vargues
Hippolyte Augustin Vargues dit Félicien Vargues, né le 15 février 1862 à Paris 3e et mort le 7 février 1945 à Paris 16e, est un compositeur et chef d'orchestre français.

## Biographie
Compositeur très prolifique, on lui doit les musiques de plus de mille deux cent cinquante chansons de la fin du XIXe siècle et du début du XXe sur des paroles, entre autres, de lui-même, de Lucien Delormel, Eugène Rimbault, Alexandre Trébitsch, Eugène Lemercier, Eugène Héros, Adolphe Jost, etc., interprétées par Jean Noté, Vaunel, Marius Richard, Yvette Guilbert, Paulus, etc.
Connu aussi sous le nom de Gérald Vargues ou simplement de Félicien, il est aussi le compositeur de polkas, de mazurkas, de gavottes et de valses.
Il existe quelques enregistrements de ses chansons. Son Noël des gueux fait partie de l' Anthologie de la chanson française enregistrée - Les Années 1900-1920 (EPM Musique, 2007).

## Distinctions
- Officier d'Académie (arrêté du ministre de l'Instruction publique et des Beaux-Arts du 28 mars 1901)[4].
- Officier de l'Instruction publique (arrêté du ministre de l'Instruction publique et des Beaux-Arts du 23 janvier 1907)[5].
- Médaille d'honneur de la mutualité (arrêté du ministre du Travail et de la Prévoyance sociale du 26 février 1912)[6].